# Circuit du Pays de Waes 2014
La 50e édition du Circuit du Pays de Waes a eu lieu le 16 mars 2014. La course fait partie du calendrier UCI Europe Tour 2014 en catégorie 1.2.

## Présentation

### Équipes
Classé en catégorie 1.2 de l'UCI Europe Tour, le Circuit du Pays de Waes est par conséquent ouvert aux équipes continentales professionnelles belges, aux équipes continentales, aux équipes nationales et aux équipes régionales et de clubs.
25 équipes participent à ce Circuit du Pays de Waes : deux équipes continentales professionnelles, neuf équipes continentales et quatorze équipes régionales et de clubs.
| Équipes continentales professionnelles | Équipes continentales professionnelles | Équipes continentales professionnelles |
| Nom de l'équipe                        | Pays                                   | Code                                   |
| -------------------------------------- | -------------------------------------- | -------------------------------------- |
| Topsport Vlaanderen-Baloise            | Belgique                               | TSV                                    |
| Wanty-Groupe Gobert                    | Belgique                               | WGG                                    |

| Équipes continentales  | Équipes continentales | Équipes continentales |
| Nom de l'équipe        | Pays                  | Code                  |
| ---------------------- | --------------------- | --------------------- |
| 3M                     | Belgique              | MMM                   |
| An Post-ChainReaction  | Irlande               | SKT                   |
| Bike Aid-Ride for help | Allemagne             | BAI                   |
| Cibel                  | Belgique              | CIB                   |
| FixIT.no               | Norvège               | FIX                   |
| Kuota                  | Allemagne             | TKG                   |
| Stuttgart              | Allemagne             | SGT                   |
| Veranclassic-Doltcini  | Belgique              | VER                   |
| Wallonie-Bruxelles     | Belgique              | WBC                   |

| Équipes de clubs            | Équipes de clubs | Équipes de clubs |
| Nom de l'équipe             | Pays             | Code             |
| --------------------------- | ---------------- | ---------------- |
| Arrow                       | Belgique         | ARR              |
| BMC Development             | États-Unis       | BMD              |
| Colba-Supernao Ham          | Belgique         | CMD              |
| Deplasco-VDBG Steenhouwerij | Belgique         | DVS              |
| DRC de Mol                  | Pays-Bas         | DRC              |
| EFC-Omega Pharma-Quick Step | Belgique         | EFC              |
| Lotto-Belisol U23           | Belgique         | LTU              |
| Metaltek-Kuota              | Allemagne        | MTK              |
| Ottignies-Perwez            | Belgique         | OTP              |
| Royal Cureghem Sportief     | Belgique         | RCS              |
| Rupelspurters Boom          | Belgique         | RSB              |
| Smartphoto                  | Belgique         | SMA              |
| United                      | Belgique         | UNI              |
| Van Der Vurst Development   | Belgique         | VDV              |

### Règlement de la course

#### Primes
Les vingt prix sont attribués suivant le barème de l'UCI,. Le total général des prix distribués est de 6 010 €.
| Position | 1er     | 2e      | 3e    | 4e    | 5e    | 6e    | 7e    | 8e    | 9e    | 10e à 20e |
| Prix     | 2 425 € | 1 210 € | 607 € | 305 € | 240 € | 180 € | 180 € | 118 € | 118 € | 57 €      |

## Classements

### Classement général
|    | Coureur             | Pays      | Équipe                      |    | Temps           |
| -- | ------------------- | --------- | --------------------------- | -- | --------------- |
| 1  | Danilo Napolitano   | Italie    | Wanty-Groupe Gobert         | en | 4 h 09 min 22 s |
| 2  | Antoine Demoitié    | Belgique  | Wallonie-Bruxelles          | +  | m.t             |
| 3  | Tom Devriendt       | Belgique  | 3M                          |    | m.t             |
| 4  | Alexander Krieger   | Allemagne | Stuttgart                   |    | m.t             |
| 5  | Michael Van Staeyen | Belgique  | Topsport Vlaanderen-Baloise |    | m.t             |
| 6  | Julien Stassen      | Belgique  | Wallonie-Bruxelles          |    | m.t             |
| 7  | Edward Theuns       | Belgique  | Topsport Vlaanderen-Baloise |    | m.t             |
| 8  | Gorik Gardeyn       | Belgique  | Veranclassic-Doltcini       |    | m.t             |
| 9  | Christophe Noppe    | Belgique  | EFC-Omega Pharma-Quick Step |    | m.t             |
| 10 | Wout Franssen       | Belgique  | An Post-ChainReaction       |    | m.t             |

### UCI Europe Tour
Ce Circuit du Pays de Waes attribue des points pour l'UCI Europe Tour 2014, par équipes seulement aux coureurs des équipes continentales professionnelles et continentales, individuellement à tous les coureurs des équipes précitées.
| Position           | 1er | 2e | 3e | 4e | 5e | 6e | 7e | 8e |
| Classement général | 40  | 30 | 25 | 20 | 15 | 10 | 5  | 3  |

## Liste des participants
- Liste de départ complète